# Ystads station
Ystads station i centrala Ystad är en station på Ystadbanan och Österlenbanan. Den trafikeras av Pågatågen linje 6 mellan Lund och Simrishamn. Vissa turer slutar i Ystad.
Stationen har två perrongspår som är genomgående för tåg Malmö–Ystad–Tomelilla och ett perrongspår som slutar vid en stoppbock för tåg till/från Tomelilla–Simrishamn.
Stationsbyggnaden ritades av den danske arkitekten Ludvig Vold och stod färdig 1865.